# اچ‌ام‌اس هدر (کی۶۹)
اچ‌ام‌اس هدر (کی۶۹) (به انگلیسی: HMS Heather (K69)) یک کشتی بود. این کشتی در سال ۱۹۴۰ ساخته شد.